# Bombon le chien
Pour plus de détails, voir Fiche technique et Distribution.
Bombon le chien (Bombón el perro ou El Perro) est un film hispano-argentin réalisé par Carlos Sorin, sorti en 2004.

## Synopsis
Pendant la récente crise économique, au Sud de l’Argentine, en Patagonie, Juan Villegas, un mécanicien quinquagénaire au chômage, qui vient d’être licencié, essaie de gagner quelques pesos en vendant des couteaux de chasse artisanaux qu’il emmanche lui-même. Il loge chez sa fille, dans un taudis, avec son gendre (qui lui témoigne une froide hostilité), et la marmaille. Juan, homme digne et réservé, se sent de trop et voudrait n’être à la charge de personne. Il cherche du travail et se heurte au mépris d’un directeur d’agence d’intérim. Il retourne à son ancienne station-service et se rend compte qu’on ne l’y ré-embauchera pas. Naviguant au hasard dans les paysages vastes et lumineux mais désolés de la pampa patagonienne, sur une route rectiligne et vide, Juan arrête son vieux 4×4 près d’une voiture en panne. Il remorque la voiture et sa conductrice (qui voulait aller chercher du travail à Buenos Aires…) jusqu’à l’estancia à l’abandon de sa mère, une veuve, effectue même la réparation, et dit que pour le règlement « rien ne presse ». La dame, se rendant compte qu’elle a affaire à un vrai caballero offre à Juan un dogue blanc d’Argentine qui appartenait à son mari : il voulait en faire l’élevage, avant sa mort.
La possession du mastín (dogue argentin) change la vie de Juan : les portes du milieu cynophile local lui sont soudain ouvertes, il devient membre d’une aristocratie grâce au molosse, qui lui inspire cependant une crainte respectueuse. Il se fera d’ailleurs mordre (ce qui consacre son entrée dans le milieu fermé des propriétaires de dogos), avant d’établir des rapports d’amitié avec son chien. Traité en égal par les propriétaires et chasseurs, il est pris en main par un aficionado, et le suit avec Bombón dans un concours cynophilique. Le dogue de Juan remporte un prix, et l’aficionado essaie sur le champ de vendre les saillies de l’animal primé. Malheureusement, Bombón refuse de saillir les chiennes qu’on lui propose, même les plus lubriques, et un vétérinaire diagnostique chez lui une « absence totale de libido » . D’ailleurs « Bombón » (« Praline de chocolat » en espagnol) est-ce un nom pour un étalon ?
Malgré ce revers, les deux amis vont faire la bringue dans un restaurant-boîte de nuit oriental. Pendant que son ami se prépare à la rixe de fin de nuit, Juan lie connaissance avec la chanteuse de la boîte, une argentine un peu mûre mais gentille, qui chante des mélopées arabes sans savoir ce qu’elles signifient.
Mais les dégâts de la rixe qui a dévasté le restaurant coûtent à Juan ses derniers pesos, et il est obligé de laisser Bombón chez l’aficionado pour chercher à nouveau du travail. Et quand quelques jours plus tard il vient voir son chien, on lui annonce qu’il s’est sauvé. Juan part alors à pied à la recherche de son chien. Il passe dans un village où les miséreux mangent les chiens, puis pénètre dans l’enceinte bruyante et poussiéreuse d’une briqueterie. Les ouvriers ont bien vu un gros chien blanc…

## Fiche technique
- Titre : Bombon le chien
- Titre original : Bombón el perro ou El Perro
- Réalisation : Carlos Sorin
- Scénario : Santiago Calori, Salavador Roselli et Carlos Sorin, d'après une idée de Carlos Sorin
- Musique : Nicolas Sorin (fils du metteur en scène)
- Son : Abbate & Diaz
- Direction artistique : Margarita Josid
- Pays d'origine :  Argentine /  Espagne
- Distribué par Guacamole Films
- Durée  : 95 minutes
- Dates de sortie :
  - Espagne : septembre 2004 (Festival international du film de Saint-Sébastien) ; 8 octobre 2004 (sortie nationale)
  - Canada : 14 septembre 2004 (Festival international du film de Toronto)
  - Argentine : 23 septembre 2004
  - Grèce : 19 novembre 2004 (Festival international du film de Thessalonique)
  - France : 25 novembre 2004 (Festival des trois continents de Nantes)

## Distribution
- Juan Villegas : Juan Villegas, mécanicien au chômage
- Walter Donado : l'aficionado
- Bombón, le dogue argentin : Gregorio
- Rosa Valsecchi : Susana
- Mariela Diaz : la fille de Coco
- Claudina Fazzini : Claudina
- Kita Ca : la mère de Claudina
- Carlos Roosi : le directeur de la banque
- Rolando Zadra : Buselli
- Pascual Condito : Pascual
- Adrián Giampani : Galván
- Carlos Aguirre : le boss de Galván
- Sabino Morales : Sabino

## Autour du film
- Tourné d’après une nouvelle de Carlos Sorin, visiblement sans grands moyens, et dans le droit fil de son Historias minimas de 2004, El perro décrit une province du bout du monde, dans l'Argentine touchée par la crise, où les gens appauvris cherchent tous à gagner quelques pesos. Les personnages (incarnés par des acteurs non professionnels) sont décrits avec acuité et indulgence par Carlos Sorin, dans la tradition du roman picaresque espagnol, influencée par le néo-réalisme de crise à l'italienne (on pense à Le Voleur de bicyclette) et par les road-movies américains. Les personnages sont décrits avec tendresse : en particulier Juan, prolétaire à qui le hasard attribue un animal-symbole aristocratique. Sa bonté et sa dignité, le fin sourire qu'il garde en toutes circonstances seront récompensés par l’amitié qu’il réussit à nouer avec le dogue, et aussi par sa réhabilitation (et même son ascension) sociale. La fin permet même d’espérer beaucoup de bonheur pour l’homme comme pour le chien[3]…
- À titre documentaire, on peut relever que les liens qui unissent les Argentins et les chiens atteignent une complexité troublante. Un observateur extérieur s'en est d'ailleurs étonné : l'allemand Üwe Müller a réalisé en 2008 un film documentaire de 45 minutes ( Gordos Reise aus Ende des Welte, titre (mal) traduit en français par Gordo ou les péripéties d'un chien à Ushuaïa), dans lequel on voit comment 16 000 chiens errants coexistent bon gré-mal gré avec 50 000 humains, dans la ville d'Ushuaia (capitale de la Province de Tierra del Fuego) et dans ses environs. L'analyse sociologique des deux communautés inter-agissantes l'une sur l'autre est pertinente, et non dénuée d'humour. De plus des exemplaires intéressants de la faune locale sont présentés, dans le cadre grandiose de la Terre de Feu.

## Récompenses et distinctions
- Récompenses[4] : Prix FIPRESCI à Carlos Sorin au Festival International du Film de Donostia-San Sebastian (2004) - Prix de la Critique Argentine (2005) - 7 nominations au Condor de Plata (équivalent des Césars)
- Montgolfière d'or et Prix du Meilleur Acteur à Juan Villegas au Festival des trois continents 2004.
- Avis de critiques anglophones : A.O. Scott (The New York Times) : "Le vrai sujet du film est : la dignité…". - Ed Gonzales : "tender understatement…".
- Avis de critiques francophones : L'Humanité du 31 août 2005 : "Le chien est l'avenir de l'homme…" - S. Cahn dans "Voir ça" (Montreal, Canada) : "Une histoire sobre mettant en scène des gens simples …"